# Llei del talió
La llei del talió (llatí: lex talionis) és un antic principi de justícia retributiva en el qual la norma imposava un càstig que s'identificava amb el crim comès. D'aquesta manera, no sols es parla d'una pena equivalent, sinó d'una pena idèntica. L'expressió més famosa de la llei del talió és «ull per ull, dent per dent», apareguda en l'Èxode veterotestamentari.
Històricament, constitueix el primer intent per establir una proporcionalitat entre dany rebut en un crim i dany produït en el càstig, sent així el primer límit a la venjança lliure.

## Manifestacions
Multitud d'ordenaments jurídics s'han inspirat en la llei del talió, especialment en l'edat antiga i en l'edat mitjana. Encara que poguera semblar una llei primitiva, no obstant això l'esperit d'aqueixa llei és la proporcionalitat de la pena, i l'evitació d'una resposta desproporcionada per la venjança. L'aplicació de la pena, amb barbàrie, al llarg dels segles, no implica un defecte de la llei, sinó un defecte dels aplicadors.
- En el famós codi d'Hammurabi (1792 aC), el principi de reciprocitat exacta s'utilitza amb gran claredat. Per exemple:
  - La Llei 229 establia que si un arquitecte feia una casa per a un altre, i no la feia sòlida, i si la casa que havia fet s'esfondrava i matava el propietari de la casa, l'arquitecte seria mort; aquest concepte s'accentua quan s'assenyala que (Llei 230) si la casa fa morir el fill del propietari de la casa, es matarà el fill de l'arquitecte.
  - Un nivell següent de penes consistia en la mutilació per una banda del cos en proporció al dany causat. Per exemple la Llei 195 s'establia que si un fill pega al pare, li tallaran les mans; la 196 si un home lliure buida l'ull d'un fill d'home lliure, es buidarà el seu ull; 197 si va trencar un os d'un home, es trencarà el seu os.
  - Les penes menors consistien en la reparació del dany retornant matèries primeres tals com plata, blat, vi, etc. En els casos que no existia dany físic, se cercava una forma de compensació física, de manera tal, per exemple, que a l'autor d'un robatori se li tallava la mà.
- En l'Antic Testament, més concretament en la llei mosaica, la llei del talió apareix en Èxode 21:23-25, en Levític 24:18-20 i en Deuteronomi 19:21. Aquest principi seguirà vigent en el judaisme fins a l'època talmúdica on els rabins del moment van determinar que la pena es transformaria en un rescabalament econòmic.

- També el cristianisme ho deixa sense efecte arran del Sermó de la muntanya de Jesús de Natzaret (Mateu 5:38-39).

- La Llei de les XII Taules de Roma mostra en la taula VIII una curiosa combinació entre normes inspirades en la llei del talió, i normes corresponents a sistemes jurídics menys primitivistes. Aquesta barreja sol ser atribuïda al moment de transició jurídica que sorgeix el primer cos legal de Roma.

- En el Dret dels pobles germànics, l'esperit de la llei del talió es manifestava en la dita Blutrache o venjança de sang.

Encara en l'actualitat hi ha ordenaments jurídics que es basen en la llei del talió, especialment en els països musulmans.